# Martin Schüler
Martin Schüler (* 1958 in Finsterwalde/Niederlausitz) ist ein deutscher Opernregisseur und war bis 2018 Intendant des Staatstheater Cottbus.

## Laufbahn
Schüler besuchte zunächst als Kruzianer die Dresdner Kreuzschule. Danach studierte er Opernregie an der Hochschule für Musik „Hanns Eisler“ Berlin und erwarb den Abschluss eines Diplomregisseurs.
1984 wurde er in Berlin Meisterschüler von Ruth Berghaus an der Akademie der Künste der DDR. Als Assistent und Mitarbeiter begleitete er sie und Sigrid Neef noch zu Zeiten, als für DDR-Bürger ein Gastieren im westlichen Ausland kaum möglich war, auch zu Inszenierungen an den Opernhäusern von Paris, Hamburg, Cardiff, West-Berlin und Frankfurt am Main. Von 1986 bis 1990 ging er als Regisseur an das Landestheater Halle.
1991 wechselte Schüler an das Staatstheater Cottbus und wurde hier zunächst unter Christoph Schroth Operndirektor. Von 2003 bis 2018 wirkte er auch als Intendant des Hauses.
Gastinszenierungen führten ihn an die Opernhäuser in Graz, Bremen, Saarbrücken, Bratislava und Mannheim.
Schüler betrieb in Cottbus auch die Zusammenarbeit der Sparten Schauspiel und Orchester, dies u. a. bei Inszenierungen mit der kompletten Schauspielmusik zu Ein Sommernachtstraum (Mendelssohn Bartholdy), Peer Gynt (Grieg) und Der Sturm (Sibelius).
Martin Schüler unterrichtet u. a. in Zürich, Leipzig und beriet die Kammeroper Schloss Rheinsberg. Er war Mitglied des Vorstandes der Brandenburgischen Kulturstiftung Cottbus.

## Auszeichnungen
- 2001 Förderpreis Musik des Berliner Kunstpreises

## Regiearbeiten (Auswahl von weit über hundert Inszenierungen)
| Szenisch - Alfonso (Cottbus 1991) - Jenufa (Cottbus 1992) - Hoffmanns Erzählungen (Cottbus 1993) - Lohengrin (Cottbus 1993) - Wozzeck (Cottbus 1993) - Die Zauberflöte (Cottbus 1994) - Orpheus und Eurydike (Cottbus 1996) - Der fliegende Holländer (Cottbus 1997) - Fidelio (Cottbus 1997) - Die Schöne und das Biest (Cottbus 1998) - Rainer Böhm: Quasimodos Hochzeit, UA (Cottbus 1998) - Der Ring des Nibelungen (Mannheim 1999) - Peter Grimes (Cottbus 2000) - Un Ballo in Maschera (Cottbus 2001) - Faust (Cottbus 2002) - Katja Kabanova (Cottbus 2002) - Carl Orff: Der Mond (Cottbus 2003) | - Eine Nacht in Venedig (Cottbus 2004) - Mozart-Nacht (Cottbus 2005) - Cabaret Cottbus (2007) - Salome (Cottbus 2008) - Romeo et Juliette (Cottbus 2009) - Genoveva (Cottbus 2010) - Jekyll & Hyde (Cottbus 2010) - Hänsel und Gretel (Cottbus 2011) - Orpheus in der Unterwelt (Cottbus 2013) - Werner Egk: Peer Gynt (Cottbus 2014) - La favorita (Cottbus 2015) - Tosca (Cottbus 2015) - Don Carlos (Cottbus 2016) Halbszenische Aufführungen - Jacques Offenbach: Die Rheinnixen - E. Humperdinck: Die Königskinder - Der Ring des Nibelungen |